# 上新庄
上新庄（かみしんじょう）は、大阪府大阪市東淀川区にある町名。現行行政地名は上新庄一丁目から上新庄三丁目。地元ではかみしんと親しまれている。

## 地理
東淀川区の北部に位置し、南に豊新、東に瑞光、北東に小松、北西に吹田市と接している。

### 河川
- 神崎川

## 世帯数と人口
2019年（平成31年）3月31日現在の世帯数と人口は以下の通りである。
| 丁目         | 世帯数    | 人口    |
| ------------ | --------- | ------- |
| 上新庄一丁目 | 294世帯   | 463人   |
| 上新庄二丁目 | 1,900世帯 | 3,462人 |
| 上新庄三丁目 | 2,057世帯 | 3,696人 |
| 計           | 4,251世帯 | 7,621人 |

### 人口の変遷
国勢調査による人口の推移。
| 1995年（平成7年）  | 7,263人 | [ 5 ] |  |
| 2000年（平成12年） | 7,735人 | [ 6 ] |  |
| 2005年（平成17年） | 8,340人 | [ 7 ] |  |
| 2010年（平成22年） | 8,010人 | [ 8 ] |  |
| 2015年（平成27年） | 8,158人 | [ 9 ] |  |

### 世帯数の変遷
国勢調査による世帯数の推移。
| 1995年（平成7年）  | 3,364世帯 | [ 5 ] |  |
| 2000年（平成12年） | 3,889世帯 | [ 6 ] |  |
| 2005年（平成17年） | 4,175世帯 | [ 7 ] |  |
| 2010年（平成22年） | 4,115世帯 | [ 8 ] |  |
| 2015年（平成27年） | 4,329世帯 | [ 9 ] |  |

## 事業所
2016年（平成28年）現在の経済センサス調査による事業所数と従業員数は以下の通りである。
| 丁目         | 事業所数  | 従業員数 |
| ------------ | --------- | -------- |
| 上新庄一丁目 | 36事業所  | 593人    |
| 上新庄二丁目 | 95事業所  | 947人    |
| 上新庄三丁目 | 60事業所  | 576人    |
| 計           | 191事業所 | 2,116人  |

## 交通

### 鉄道
- 阪急電鉄
  - 京都本線 上新庄駅

### 道路
- 国道479号
- 大阪府道14号大阪高槻京都線

## 施設
- 関西大学北陽中学校・高等学校
- 大阪市立新庄小学校
- 大阪市東北環境事業センター
- 東淀川警察署 上新庄交番
- 春日神社

## その他

### 日本郵便
- 〒533-0006[3]（集配局：東淀川郵便局[11]）